# Kea Eckermann
Kea Eckermann (* 25. Dezember 1994 in Wilhelmshaven) ist eine ehemalige deutsche Fußballspielerin.

## Karriere

### Verein
Eckermann wechselte im Jahr 2010 vom TuS Obenstrohe zum Zweitligisten Werder Bremen und wurde zunächst in der dortigen U-17-Mannschaft eingesetzt, kam aber ab März 2011 auch in der ersten Mannschaft zum Einsatz. Zur Saison 2013/14 schloss sie sich dem Bundesligaaufsteiger BV Cloppenburg an, bei dem sie am 23. März 2014 gegen den 1. FFC Frankfurt zu ihrem ersten Einsatz in der höchsten deutschen Spielklasse kam. Am 19. Mai 2014 unterschrieb Eckermann beim Bundesligaaufsteiger Herforder SV, zog sich jedoch am Vorletzten Bundesliga-Spieltag einen Kreuzbandriss zu. Der Herforder SV fror daraufhin den Vertrag mit Eckermann ein und löste ihn im September 2014 schließlich endgültig auf. Nach einer zwanzigmonatigen Verletzungspause sowie mehreren Operationen nahm Eckermann zwischenzeitlich ein duales Studium für Gesundheitsökonomie bei einer Krankenkasse auf und kehrte zudem zum Profifußball zurück. Sie spielte seit Jahresbeginn 2016 wieder für den BV Cloppenburg.
Nach dem Ende ihrer aktiven Karriere wurde sie Co-Trainerin beim BV Cloppenburg. In der Saison 2022/23 trainierte Eckermann die Frauen des TuS Büppel in der Regionalliga Nord. Sie erreichte zum Saisonabschluss mit ihrer Mannschaft mit Platz 5 den bis dahin besten Tabellenplatz. Nach einer achtmonatigen Ausbildung an einem internationalen Fußballinstitut in Köln zur Analytikerin erfolgte zwischenzeitlich ein Wechsel zum Frauenteam des FC St. Pauli, bei welchem sie als Chefanalytikerin bis heute tätig ist. Als Lehrgangsbeste in Köln wurde zudem der Schweizer Fußballverband auf der Suche nach einer weiblichen Spielanalystin auf Eckermann aufmerksam. Seit April 2024 steht Kea Eckermann als Spielanalystin bei der Schweizer Frauen-Nationalmannschaft unter Vertrag. Bei der Fußball-Europameisterschaft der Frauen in der Schweiz im Juli 2025 gehörte Eckermann dem Trainerstab von Pia Sundhage als Analystin an. Die Schweizer Frauen, welche erstmalig bis ins Viertelfinale kamen, unterlagen dort Weltmeister Spanien mit 0:2.

### Nationalmannschaft
Im Kalenderjahr 2010 absolvierte Eckermann insgesamt acht Länderspiele für die deutsche U-16- und U-17-Nationalmannschaft, das erste davon am 18. Mai gegen Frankreich.

## Persönliches
Eckermann besuchte das Gymnasium Obervieland im Bremer Stadtteil Obervieland und machte dort 2012 ihr Abitur. Nach dem Abitur startete Eckermann 2013 ein Fernstudium Bachelor Sportmanagement (B.A.) am Fernstudienzentrum der Hochschule Wismar. Sie studierte anschließend dual an der Apollon-Hochschule in Bremen Gesundheitsökonomie mit Bachelorabschluss inklusive einer abgeschlossenen Ausbildung zur Sozialversicherungsfachangestellten. Des Weiteren erlangte sie an der Universität Oldenburg ihre Bachelor in Sport- und Wirtschaftswissenschaften sowie ihren Master in Berufsschulpädagogik. Hauptberuflich arbeitet sie als Pädagogin an der DFB-Eliteschule Obervieland in Bremen.

## Erfolge
- 2010: Frieslands Sportlerin des Jahres[7]